# Ron Austin
Ron Austin (1929 - 13 de abril de 2019) fue un activista australiano de los derechos LGBT, conocido por ser uno de los fundadores del Sydney Gay and Lesbian Mardi Gras en 1978.

## Primeros años y educación
Ronald Patrick Austin creció en Maitland, Nueva Gales del Sur y era el mayor de cinco hermanos. Entró en el monasterio redentorista de Mayfield, Newcastle, a la edad de 16 años, pero lo abandonó en 1951. Se matriculó en la Escuela Nacional de Arte de Newcastle antes de mudarse a Darlinghurst, Sydney, para inscribirse en la Escuela Nacional de Arte.

## Activismo
Austin fue uno de los primeros miembros del grupo Campaña Contra la Persecución Moral (CAMP), un grupo de activismo por los derechos LGBTIQ que trabaja para poner fin a la discriminación contra miembros de la comunidad LGBTIQ, y se unió en 1971. En 1978, el grupo estaba planeando protestas en apoyo de los derechos LGBTIQ. Del 21 al 27 de mayo 1,978,900 personas asistieron al primer festival de cine gay de Sydney en el Teatro París. Una de las películas, Word is Out , que incluía imágenes del desfile del Día de la Libertad de San Francisco, inspiró a Austin, miembro de CAMP, con la idea de una fiesta callejera que luego se convirtió en el primer Mardi Gras en junio de ese año. La sugerencia de que las manifestaciones deberían ser una fiesta callejera llevó a la primera marcha el 24 de junio de 1978.  Su amigo Lance Gowland ayudó a obtener el permiso, conducir el camión y configurar el sistema de sonido.  53 personas fueron arrestadas por participar.  Este acontecimiento se convirtió en un catalizador para una serie de protestas  y condujo a la derogación en abril de 1979 de la Ley de Delitos Sumarios de Nueva Gales del Sur, en virtud de la cual se habían realizado los arrestos. El Mardi Gras se convirtió en un evento anual y Austin participó en todos los desfiles durante décadas. 

## Muerte y legado
Austin murió el 13 de abril de 2019, a la edad de 90 años. Los premios Mardi Gras, que se entregan anualmente, incluyen el premio Ron Austin a la participación más fabulosa en el desfile. 